# Abdal
Els abdal (de l'àrab àrab: أبدال, romanitzat: abdāl, literalment ‘substituts', en singular bàdal, àrab: بدل, romanitzat: badal) és un terme utilitzat en la metafísica islàmica i el misticisme islàmic, tant sunnita com xiïta, per referir-se a un grup particularment important dels sants de Déu. En la tradició de l'Islam sunnita en particular, el concepte assolit una posició especialment important en els escrits dels místics sunnites i teòlegs, d'on apareix en les obres d'autoritats sunnites tan diverses com Abu Talib al-Makki (m. 956), Ali Hujwiri (m. 1072), Ibn Asakir (m. 1076), Khwaja Abdullah Ansari (m. 1088), Ibn Arabi (m. 1240) i Ibn Khaldun (m. 1406).
A l'Imperi Otomà, entre els ordes de dervixos, els termes abdal o bulada (plural de badil) s'aplicaven als dervixos mateixos.